# Proklamacja z Tyru
Proklamacja z Tyru – propagandowa proklamacja wygłoszona przed zgromadzeniem żołnierzy przez diadocha i stratega Azji, Antygona Monoftalmosa, podczas oblężenia Tyru w 315 roku przed nasza erą, co miało miejsce w trakcie III wojny diadochów.

## Zarzuty
W swojej proklamacji Monoftalmos oskarżył swojego wroga, Kassandra, diadocha który władał Macedonią, o następujące czyny:
- zamordowanie Olimpias, matki Aleksandra III Macedońskiego
- złe traktowanie i więzienie żony Aleksandra III Roksany i jej małoletniego syna Aleksandra IV, będącego formalnie władcą całego odziedziczonego po ojcu imperium
- zmuszenie do małżeństwa ze sobą Tessaloniki, córki Filipa II i jednocześnie przyrodniej siostry Aleksandra III

Powyższe zarzuty miały dowodzić, jakoby Kassander dążył do rzeczywistego objęcia tronu przynależnego dynastii Argeadów na drodze mariażu i intryg. Innymi posunięciami w polityce władcy Macedonii, służącymi Monoftalmosowi za pretekst do jego oczernienia była fundacja nowego miasta o nazwie Kassandrea, gdzie osiedlił ludzi ocalałych z Olintu, zburzonego uprzednio przez Filipa II, oraz odbudowa Teb, zburzonych przez Aleksandra III.

## Głosowanie nad wnioskami
Po postawieniu zarzutów, podjęto głosowanie wśród zebranych żołnierzy. W wyniku głosowania podjęto decyzję, wedle której Kassander pozostanie wrogiem dopóki:
- nie uwolni Roksany i jej syna z więzienia
- nie zburzy Teb i Kassandrei

Podczas zgromadzenia zagłosowano również za wnioskiem, na mocy którego Antygon Monoftalmos stał się jedynym prawowitym strategiem i obrońcą tronu. Monoftalmos rozkazał spisać i powielić treść proklamacji, oraz rozesłać ją na wszystkie strony, do władców i satrapów w imperium. Proklamacja wzmacniała jego władzę w walce przeciwko koalicji złożonej z Kassandra, Lizymacha (władcy Tracji), Ptolemeusza władającego Egiptem oraz wygnanego z satrapii Babilonii Seleukosa, choć bez wątpienia był to zabieg czysto propagandowy, obliczony na pozyskanie nowych sprzymierzeńców. Źródłem historycznym traktującym o proklamacji z Tyru jest Biblioteka historyczna autorstwa piszącego w języku greckim Diodora Sycylijskiego, pochodząca z I wieku przed nasza erą.